# Омег морківниковий
Омег морківниковий, омег морківнолистий (Oenanthe silaifolia) — вид рослин з родини окружкових (Apiaceae), поширений у пн.-зх. Африці, Європі, західній Азії.

## Опис
Багаторічна трав'яниста рослина заввишки 25–50 см. Коріння шнуркоподібне, довгасто-потовщене. Зонтики 4–6 см у діаметрі, з 6–10 ребристими, трохи шорсткими, під час плодоношення потовщеними променями. Плоди призматичні, зверху і знизу зрізані, 2–2.5 мм завдовжки.

## Поширення
Поширений у Алжирі, Марокко, Тунісі, Європі, західній Азії.
В Україні вид зростає на болотах, вологих луках, біля води — у Закарпатті, Правобережному Лісостепу (Одеська обл., м. Балта; Черкаська обл., м. Канів), на Лівобережному Поліссі (Чернігівська обл.), в Правобережному Степу (Миколаїв), північному Криму (луки в нижній течії р. Біюк- Карасу) і на ПБК (околиці с. Генеральського, гора Кастель, м. Ялта, с. Микита).